# Croisière surprise
Pour les articles homonymes, voir Double Trouble.
Pour plus de détails, voir Fiche technique et Distribution.
Croisière surprise (Double Trouble) est un film américain réalisé par Norman Taurog, sorti en 1967.

## Synopsis
Quand le chanteur Guy Lambert et son entourage voyagent du Swinging London à Bruges puis Anvers en tournée, il est suivi par Jill Conway, une belle mais naïve héritière, et Claire Dunham, une membre de la haute société sexy et sophistiquée. Ce qui complique les choses, ce sont deux voleurs de bijoux excentriques qui ont dissimulé des diamants dans les bagages de Jill, un trio de détectives flamands rappelant l'inspecteur Clouseau et un mystérieux meurtrier qui semble déterminé à tuer Jill.

## Fiche technique
- Titre : Croisière surprise
- Titre original : Double Trouble
- Réalisation : Norman Taurog
- Scénario : Marc Brandel et Jo Heims
- Production : Judd Bernard et Irwin Winkler
- Société de production : Metro-Goldwyn-Mayer
- Musique : Jeff Alexander
- Photographie : Daniel L. Fapp
- Direction artistique : Merril Pye et George W. Davis
- Décors de plateau : Henry Grace et Hugh Hunt
- Costumes : Donfeld
- Montage : John McSweeney Jr.
- Pays d'origine : États-Unis
- Format : Couleur — 35 mm — 2,35:1 — Son : Mono
- Genre : Comédie dramatique et film musical
- Durée : 91 minutes
- Date de sortie : 1967

## Distribution
- Elvis Presley : Guy Lambert
- Annette Day : Jill Conway
- John Williams : Gerald Waverly
- Yvonne Romain : Claire Dunham
- Norman Rossington : Arthur Babcock
- Michael Murphy : Morley
- Leon Askin : Inspecteur de Groote
- Maurice Marsac : Français
- Stanley Adams : Capitaine Roach
- Walter Burke : Officier en second
- Ray Saunders : Un acrobate
- Monty Landis : Georgie
- Chips Rafferty : Archie Brown